# East Siang
Der Distrikt East Siang ist ein Distrikt im indischen Bundesstaat Arunachal Pradesh. Sitz der Distriktverwaltung ist Pasighat. Der zugehörige Hierarchische Administrative Subdivision-Code (HASC) lautet: IN.AR.ES. Der Distriktname leitet sich von East englisch für „Ost“ und Siang, dem Flussnamen des Brahmaputra zwischen Tibet und dem Tiefland von Assam, ab.

## Geschichte
Das Gebiet stand jahrhundertelang nominell unter tibetischer Herrschaft. Die McMahon-Linie schlug das Gebiet Britisch-Indien zu und es wurde von Assam aus verwaltet. Da die Chinesen die Shimla-Konvention im Jahr 1914 nicht unterschrieben hatten, betrachten sie das Gebiet als Teil Tibets (Südtibet) und somit Chinas. Die Briten und danach die Inder verwalteten das Gebiet als Teil der North-East Frontier Tracts (ab 1951 North-East Frontier Agency). Es war bis 1948 Teil des Sadiya Frontier Tracts und trug nach der Ablösung des Gebiets von diesem Tract den Namen Abor Hills. Bereits 1954 wurde Abor Hills in Siang Frontier Division umbenannt. Seit einer weiteren Umbenennung 1965 trug dieser Distrikt den Namen Siang Distrikt. Im Jahr 1980 spaltete sich der Distrikt Siang in die beiden Distrikte East Siang und West Siang auf. Die sich widersprechenden Gebietsansprüche führten 1962 zum Indisch-Chinesischen Grenzkrieg und der kurzzeitigen Besetzung durch die Volksrepublik China. Am 27. November 2015 trennten sich die Circles Boleng, Kebang, Pangin, Rebo-Perging und Riga ab und wurden Teil des neuen Distrikts Siang. Am 22. September 2017 trennten sich die Circles Kora, Koyu, Nari und New Seren ab und wurden Teil des neuen Distrikts Lower Siang.

## Geografie

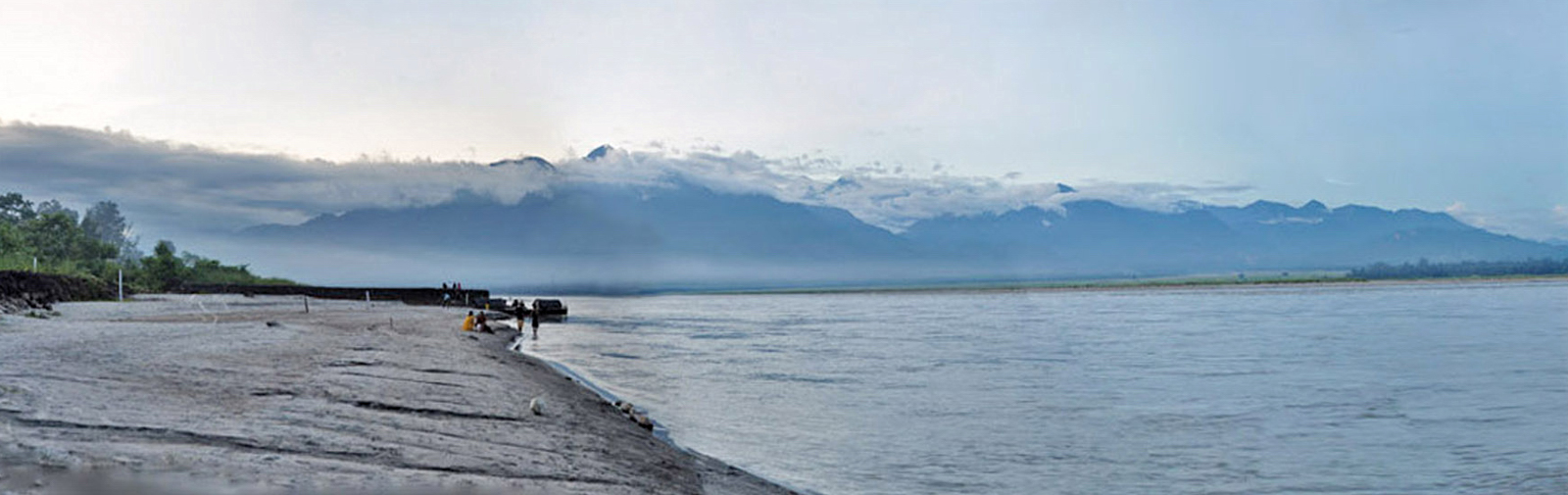
Ufer des Brahmaputra nahe Pasighat

Der Distrikt East Siang liegt zentral in Arunachal Pradesh am unteren Flussabschnitt des Siang. Die Gebiete am Brahmaputra im Südteil des Distrikts gehören zur Tieflandebene von Assam. Der Rest des Distrikts ist bewaldetes Bergland. Seit 2011 ist die Fläche des Distrikts durch die Gründung der Distrikte Lower Siang und Siang von 4005 auf 1665 km² geschrumpft.
Nachbardistrikte sind Siang und Upper Siang im Norden, Lower Dibang Valley im Nordosten und Osten, Lower Siang und Lepa-Rada im Westen sowie West Siang im Nordwesten. Im Süden grenzt der Distrikt an den indischen Bundesstaat Assam.

## Bevölkerung

### Übersicht
Nach der Volkszählung 2011 hatte der Distrikt 99.214 Einwohner. Durch Abspaltung weiter Gebiete im Westen und Norden des Distrikts, die zu den neuen Distrikten Lower Siang und Siang kamen, waren es auf dem heutigen Gebietsstand  2011 70.956 Einwohner. Bei 43 Einwohnern pro Quadratkilometer ist der Distrikt dünn besiedelt. Die Bevölkerungsentwicklung ist typisch für Indien. Zwischen 2001 und 2011 stieg die Einwohnerzahl um 12,7 Prozent. Der Distrikt ist mehrheitlich ländlich geprägt und hat eine überdurchschnittliche Alphabetisierung. Es gibt keine Dalits (scheduled castes), aber sehr viele Angehörige der anerkannten Stammesgemeinschaften (scheduled tribes).

### Bevölkerungsentwicklung
Wie überall in Indien wächst die Einwohnerzahl im Distrikt East Siang seit Jahrzehnten stark. Ursprünglich bestand das Gebiet des heutigen Distrikts nur aus den Circles Mebo und Pasighat. Die anderen vier Circles entstanden aus diesen beiden Circles. Die Zunahme betrug in den Jahren 2001–2011 rund 13 Prozent (12,72 %). In diesen zehn Jahren nahm die Bevölkerung um mehr als 8000 Menschen zu. Die genauen Zahlen verdeutlicht folgende Tabelle:

### Bedeutende Orte
Insgesamt gibt es im Distrikt mit dem Hauptort Pasighat nur einen Ort, der als Stadt (towns und census towns) gilt. Dennoch ist der Anteil der städtischen Bevölkerung im Distrikt relativ hoch. Denn 24.656 der 70.956 Einwohner oder 34,75 % leben in städtischen Gebieten.

### Volksgruppen
In Indien teilt man die Bevölkerung in die drei Kategorien general population, scheduled castes und scheduled tribes ein. Die scheduled castes (anerkannte Kasten) mit (2011) 0 Menschen (0,00 Prozent der Bevölkerung) werden heutzutage Dalit genannt (früher auch abschätzig Unberührbare betitelt). Die scheduled tribes sind die anerkannten Stammesgemeinschaften mit (2011) 46.334 Menschen (65,30 Prozent der Bevölkerung), die sich selber als Adivasi bezeichnen. Zu ihnen gehören in Arunachal Pradesh 104 Volksgruppen. Aufgrund der Sprache (Zahlen für die Volksgruppen sind nur bis Distriktshöhe veröffentlicht) sind die Adi und Mishmi die wichtigsten Gruppen innerhalb der anerkannten Stammesgemeinschaften im Distrikt.

### Bevölkerung des Distrikts nach Sprachen
Eine deutliche Mehrheit der Bevölkerung im Distrikt East Siang spricht eine tibetobirmanische Sprache. Die weitverbreitetste Sprachgruppe ist Adi (Adi, Miniyong, Talgalo und Gallong; 44.552 Personen), das in allen Circles eine Bevölkerungsmehrheit unter der Landbevölkerung stellt. Nur in der Stadt Pasighat sind die Adi nicht Bevölkerungsmehrheit. Deshalb erreicht ihr Adi im Circle Pasighat einen Anteil von 49,72 %. Zweitstärkste einheimische Sprachgruppe ist Miri/Mishing (1275 Personen oder 1,80 %). Bodo/Boro zählt 935 Muttersprachler oder 1,32 %. Unter den Sprachen der Zugewanderten ist die Sprachgruppe Nepali vor Hindi (mit Bhojpuri und Hindi; 6548 Personen oder 9,23 % Anteil), Bengali (3694 Personen oder 5,21 %) und Assami (2368 Personen oder 3,34 %) die meistgesprochene Muttersprache. Alle Minderheitensprachen erreichen in den Circles Pasighat Oyan ihren höchsten Anteil. Die Verteilung der Einzelsprachen sieht wie folgt aus:
| Jahr                                   | Adi    | Adi     | Nepali | Nepali  | Bengali | Bengali | Bhojpuri | Bhojpuri | Miniyong | Miniyong | Hindi | Hindi  | Assami | Assami | Talgalo | Talgalo | Total  | Total    |
| Jahr                                   | Zahl   | %       | Zahl   | %       | Zahl    | %       | Zahl     | %        | Zahl     | %        | Zahl  | %      | Zahl   | %      | Zahl    | %       | Zahl   | %        |
| -------------------------------------- | ------ | ------- | ------ | ------- | ------- | ------- | -------- | -------- | -------- | -------- | ----- | ------ | ------ | ------ | ------- | ------- | ------ | -------- |
| 2011                                   | 36.145 | 50,94 % | 8634   | 12,17 % | 3636    | 5,12 %  | 3420     | 4,82 %   | 2784     | 3,92 %   | 2461  | 3,47 % | 2353   | 3,32 % | 1503    | 2,12 %  | 70.956 | 100,00 % |
| Quelle: Ergebnis der Volkszählung 2011 |        |         |        |         |         |         |          |          |          |          |       |        |        |        |         |         |        |          |

### Bevölkerung des Distrikts nach Bekenntnissen
Der Distrikt ist religiös gemischt mit einer relativen Mehrheit der Anhängerschaft der Ethnischen Religionen. Doch sind die Hindus und Christen bedeutende Minderheiten. Alle anderen Glaubensgemeinschaften bilden nur kleine Minderheiten. In vier (Bilat, Mebo, Namsing und Oyan) der sechs Circles bilden Mitglieder der Ethnischen Religionen die Bevölkerungsmehrheit. In den beiden anderen Circles sind sie eine bedeutende Minderheit. Die Hindus haben ihre Hochburgen in den Circles Namsing, Pasighat und Oyan mit Anteilen zwischen 33,56 und 40,54 %. Christliche Minderheiten erreichen in den Circles Bilat (26,28 %) und Ruksin (31,94 %) ihre höchsten Anteile. Alle anderen Glaubensgemeinschaften erreichen nirgends die Marke von fünf Prozent. Die genaue religiöse Zusammensetzung der Bevölkerung zeigt folgende Tabelle:
| Jahr                                   | Buddhisten | Buddhisten | Christen | Christen | Hindus | Hindus  | Jainas | Jainas | Muslime | Muslime | Sikhs | Sikhs  | Andere | Andere  | keine Angaben | keine Angaben | Total  | Total    |
| Jahr                                   | Zahl       | %          | Zahl     | %        | Zahl   | %       | Zahl   | %      | Zahl    | %       | Zahl  | %      | Zahl   | %       | Zahl          | %             | Zahl   | %        |
| -------------------------------------- | ---------- | ---------- | -------- | -------- | ------ | ------- | ------ | ------ | ------- | ------- | ----- | ------ | ------ | ------- | ------------- | ------------- | ------ | -------- |
| 2011                                   | 670        | 0,94 %     | 11.249   | 15,85 %  | 23.597 | 33,25 % | 19     | 0,03 % | 2137    | 3,01 %  | 67    | 0,09 % | 32.728 | 46,12 % | 489           | 0,69 %        | 70.956 | 100,00 % |
| Quelle: Ergebnis der Volkszählung 2011 |            |            |          |          |        |         |        |        |         |         |       |        |        |         |               |               |        |          |

## Bildung
Trotz bedeutender Anstrengungen ist das Ziel der vollständigen Alphabetisierung noch weit entfernt. Während rund 6 von 7 Männern in den städtischen Gebieten lesen und schreiben können, liegt der Alphabetisierungsgrad der Frauen auf dem Land bei 5 von 8 Frauen. Dies zeigt die folgende Tabelle:
| Alphabetisierung im Distrikt East Siang |                   |                   |
| Einheit                                 | Volkszählung 2011 | Volkszählung 2011 |
| Einheit                                 | Anzahl            | Anteil            |
| GESAMT                                  | 45.250            | 73,15 %           |
| Männer                                  | 24.786            | 79,46 %           |
| Frauen                                  | 20.464            | 66,74 %           |
| STADT GESAMT                            | 17.305            | 79,60 %           |
| Stadt-Männer                            | 9373              | 85,33 %           |
| Stadt-Frauen                            | 7932              | 73,74 %           |
| LAND GESAMT                             | 27.945            | 69,66 %           |
| Land-Männer                             | 15.413            | 76,26 %           |
| Land-Frauen                             | 12.532            | 62,96 %           |
| Quelle: Ergebnis der Volkszählung 2011  |                   |                   |

## Verwaltung
Der Distrikt gliedert sich in die sechs Circles (Kreise) Bilat, Mebo, Namsing, Oyan, Pasighat und Ruksin.